# Jabuka (gmina Novo Goražde)
Jabuka (cyr. Јабука) – wieś w Bośni i Hercegowinie, w Republice Serbskiej, w gminie Novo Goražde. W 2013 roku liczyła 5 mieszkańców.